# Стржельчик, Владислав Игнатьевич
Владисла́в Игна́тьевич Стрже́льчик (31 января 1921, Петроград, РСФСР — 11 сентября 1995, Санкт-Петербург, Россия) — советский и русский актёр театра и кино, педагог. Герой Социалистического Труда (1988), народный артист СССР (1974), лауреат Государственной премии РСФСР им. братьев Васильевых (1971), кавалер ордена Ленина (1988). Участник Великой Отечественной войны.

## Биография
Владислав Стржельчик родился 31 января 1921 года в Петрограде (ныне Санкт-Петербург) в Спасском родильном приюте. Его отец Игнатий Петрович (пол. Ignacy Strzelczyk, 1876—1956) — выходец из крестьян дер. Звежинец Ченстоховского уезда Петроковской губернии, после службы в армии поселился в Санкт-Петербурге в начале XX века. Мать, Мария Семёновна, крестьянка дер. Средняя Старорусского уезда Новгородской губернии, работала охранником в Эрмитаже. Родители поженились в Петербурге 27 января 1913 года. На момент рождения Владислава семья жила на улице Гоголя, д. 8, кв. 6. 
В 1929—1938 годах учился в школе-десятилетке в Ленинграде.
В 1938 году был принят в студию при Большом драматическом театре имени М. Горького (БДТ) и в том же году стал актёром БДТ (с 1992 года — имени Г. Товстоногова), в котором проработал всю жизнь. Окончить студию удалось лишь в 1947 году. Призван в Красную Армию в 1940 году, во время Советско-финской войны. В интервью журналу «Советский экран» (1979 год, № 5) заявил: «Службу начинал в 24-м корпусном артиллерийском полку. Утром, как положено, проходил службу молодого бойца, а вечером участвовал в подготовке программ армейского ансамбля». После начала Великой Отечественной войны служил в пехоте, был на передовой, участвовал в различных армейских ансамблях.
Среди лучших ролей, сыгранных на сцене театра — Цыганов в «Варварах» М. Горького, Кулыгин в «Трёх сёстрах» А. П. Чехова, Грегори Соломон в «Цене» А. Миллера, Адриан Фомич в спектакле «Три мешка сорной пшеницы» по повести В. Ф. Тендрякова, комическая роль князя Вано Пантиашвили в «Хануме» А. А. Цагарели, Барни Кэшмен в спектакле «Последний пылкий влюблённый» по пьесе Н. Саймона.
Начинал с ролей героев, героев-любовников (Рюи Блаз в одноимённой пьесе В. Гюго, Сильвио в «Слуге двух господ» К.Гольдони, Яровой в «Любови Яровой» К. А. Тренёва и др.), с приходом в театр Г. А. Товстоногова постепенно раскрылось дарование В. И. Стржельчика как выдающегося характерного актёра. На протяжении 40 лет Стржельчик был занят в репертуаре театра, входя в сонм любимых актёров Товстоногова.
В кино дебютировал в 1942 году в эпизодической роли в фильме «Машенька».
Занимался педагогической деятельностью: в 1959—1968 годах преподавал актёрское мастерство в Ленинградском институте театра, музыки и кинематографа (ныне Российский государственный институт сценических искусств), в 1966—1975 — в Ленинградском институте культуры (с 1970 — на кафедре музыкальной режиссуры).
В 1986—1991 годах — член правления, с октября 1991 — секретарь правления Союза театральных деятелей РСФСР.
Со смертью Г. А. Товстоногова в 1989 году стал меньше играть в театре. Позже во время репетиций и спектаклей стал забывать текст, поэтому принял решение уйти со сцены.
Скончался в Санкт-Петербурге 11 сентября 1995 года на 75-м году жизни после долгой борьбы с опухолью мозга. Похоронен в Санкт-Петербурге на Литераторских мостках Волковского кладбища. Надгробие (скульптор М. Т. Литовченко, архитектор Т. П. Садовский) создано в 1996 году.

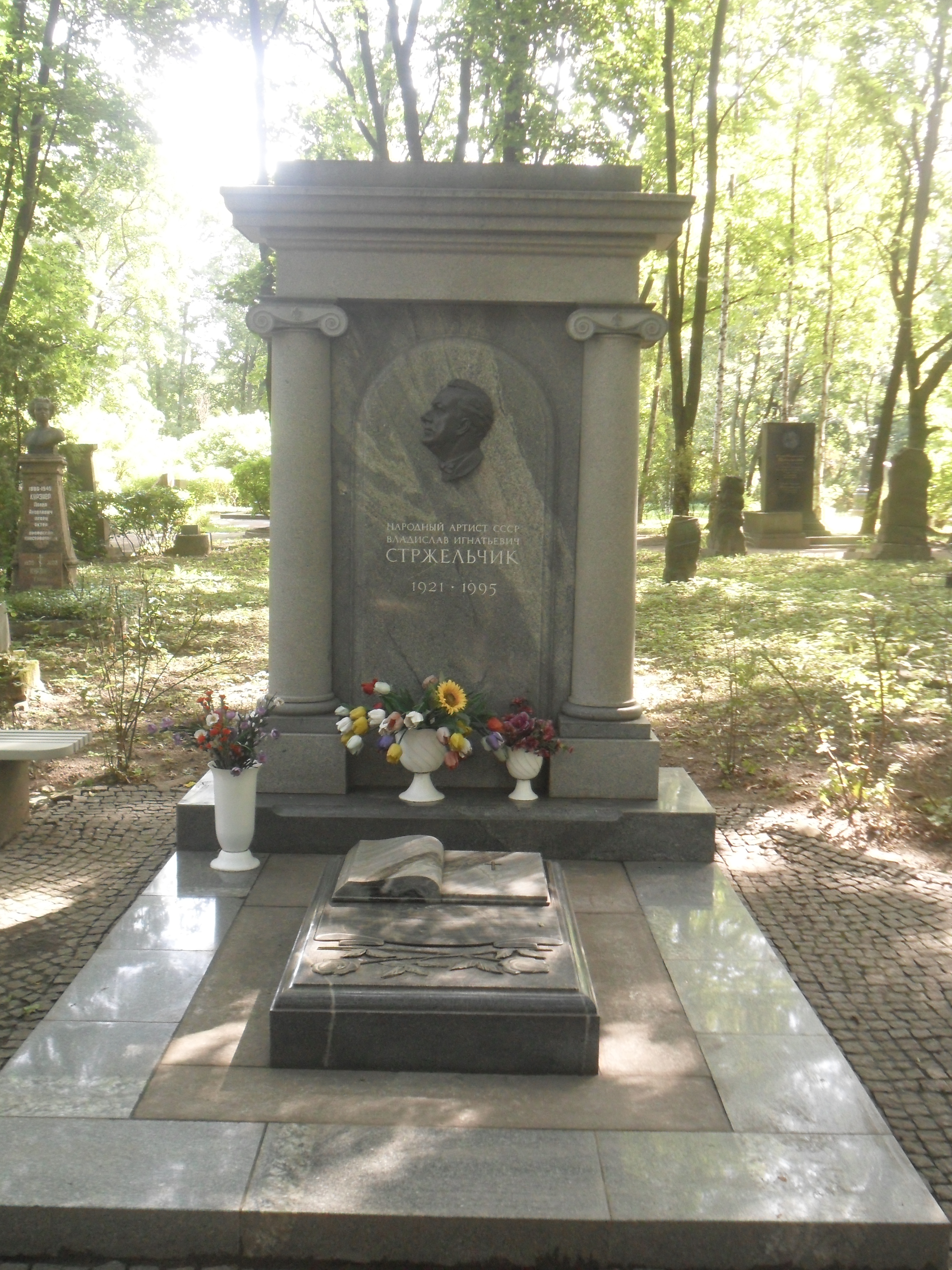
Могила Стржельчика на Литераторских мостках в Санкт-Петербурге.

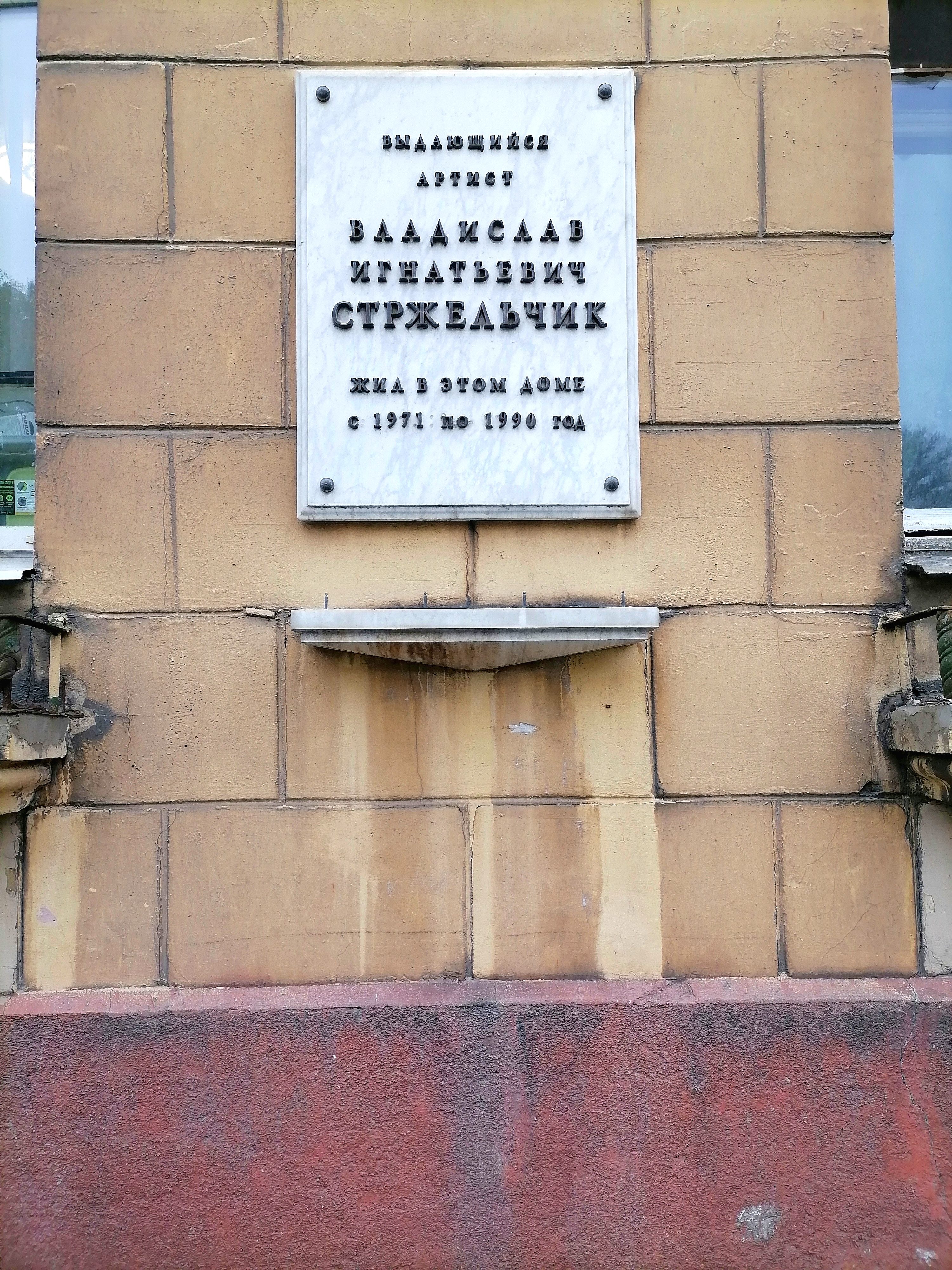
Мемориальная доска на Бассейной улице в Санкт-Петербурге

### Семья
- Отец — Игнатий Петрович Стржельчик (1876—1956), инженер[8]
- Мать — работала в Эрмитаже[9]
- Брат — Пётр Игнатьевич Стржельчик (1916—1997), ветеран войны, инженер-полковник[10]
- Первая жена — Ольга Михайловна Смирнова (умерла), артистка оперетты[11]
- Дочь — Марина Владиславовна Стржельчик-Смирнова[11]
- Вторая жена — Шувалова, Людмила Павловна (1926—2022), актриса и режиссёр Большого драматического театра[11]

Внебрачные дети:
- Сын — Евгений Владиславович Волков (род. 1954), доцент кафедры астрофизики СПбГУ[11]
- Сын — Дмитрий Исаев (род. 23 января 1973), актёр театра и кино[12][13]
- Сын — Илья Владиславович Коврижных (род. 15 января 1981), актёр театра и кино[11]
- В начале 1990-х годов у Стржельчика родился сын Илья. Вместе со своей матерью он присутствовал на прощании с отцом[11].

## Звания и награды
- Герой Социалистического Труда (1988)
- Заслуженный артист РСФСР (1954)
- Народный артист РСФСР (1965) — за заслуги в области советского театрального искусства[14]
- Народный артист СССР (1974)
- Государственная премия РСФСР имени братьев Васильевых (1971) — за роль генерала Ковалевского в ТВ-сериале «Адъютант его превосходительства»
- Орден Ленина (1988)
- Орден Октябрьской Революции (1981)
- Орден Отечественной войны II степени (1985)
- Медаль «За оборону Ленинграда» (1943)
- Медаль «За боевые заслуги» (1944)
- Медаль «За победу над Германией в Великой Отечественной войне 1941—1945 гг.» (1946)
- Медаль «Тридцать лет Победы в Великой Отечественной войне 1941—1945 гг.»
- Медаль «Сорок лет Победы в Великой Отечественной войне 1941—1945 гг.»
- Медаль «В память 250-летия Ленинграда» (1957)
- Почётная грамота Президиума Верховного Совета РСФСР (1991)[15]
- Премия Международного драматургического общества «За вклад в развитие драматического искусства, преодолевающего международные барьеры» (1989)
- Премия мэрии Санкт-Петербурга (1995)
- Высшая театральная премия Санкт-Петербурга «Золотой софит» (1995, посмертно)

## Творчество

### Роли в театре
- 1946 — «Много шума из ничего» У. Шекспира. Постановка И. Ю. Шлепянова — Клавдио
- 1948 — «Враги» М. Горького. Постановка Н. С. Рашевскаой — Греков
- 1949 — «Девушка с кувшином» Л. де Веги — Дон Хуан
- 1950 — «Тайная война» В. С. Михайлова и Л. С. Самойлова. Постановка P. P. Сусловича — Дмитрий Казин
- 1950 — «Разлом» Б. А. Лавренёва; режиссёры А. В. Соколов и И. С. Зонне — Полевой
- 1951 — «Любовь Яровая» К. А. Тренёва; режиссёр И. С. Ефремов — Яровой, распорядитель танцев
- 1951 — «Снегурочка» А. Н. Островского; постановка И. С. Ефремова — Лель
- 1951 — «Достигаев и другие» М. Горького. Постановка Н. С. Рашевской — Виктор Нестрашный
- 1952 — «Яблоневая ветка» B. А. Добровольского и Я. Смоляка; постановка А. В. Соколова и Е. З. Копеляна — Володя
- 1952 — «Рюи Блаз» В. Гюго. Постановка И. С. Ефремова — Рюи Блаз
- 1953 — «Пролог» А. Штейна; постановка А. В. Соколова — Фёдор
- 1953 — «Слуга двух господ» К. Гольдони; постановка Г. Г. Никулина — Флориндо Аретузи
- 1955 — «Разоблачённый чудотворец» Г. Филдинга — Монах Мартин
- 1956 — «Обрыв» по И. А. Гончарову — Райский
- 1956 — «Безымянная звезда» М. Себастьяна. Постановка Г. А. Товстоногова — Григ
- 1957 — «Идиот» по роману Ф. М. Достоевского. Постановка Г. А. Товстоногова — Ганя Иволгин
- 1959 — «Варвары» М. Горького. Постановка Г. А. Товстоногова — Цыганов
- 1961 — «Четвёртый» К. М. Симонова. Постановка Г. А. Товстоногова — Он
- 1962 — «Божественная комедия» И. Штока. Постановка Г. А. Товстоногов — Ангел Д.
- 1962 — «Горе от ума» А. С. Грибоедова. Постановка Г. А. Товстоногова — Репетилов
- 1963 — «Карьера Артуро Уи» Б. Брехта. Постановка Э. Аксера — Актёр
- 1965 — «Три сестры» А. П. Чехова. Постановка Г. А. Товстоногова — Кулыгин
- 1966 — «Идиот» по роману Ф. М. Достоевского (2-я редакция). Постановка Г. А. Товстоногова — Епанчин
- 1966 — «Правду! Ничего, кроме правды!!» Д. Аля. Постановка Г. А. Товстоногова — Овермэн
- 1967 — «Традиционный сбор» В. С. Розова. Постановка Г. А. Товстоногова — Александр Машков
- 1969 — «Король Генрих IV» У. Шекспира. Постановка Г. А. Товстоногова — Генрих Перси
- 1969 — «Цена» А. Миллера; режиссёр Р. А. Сирота — Грегори Соломон
- 1970 — «Третья стража» Г. А. Капралова и С. И. Туманова. Постановка Г. А. Товстоногова — Николай Бауман
- 1971 — «Тоот, другие и майор» И. Эркеня. Постановка Г. А. Товстоногова — Профессор Киприани
- 1972 — «Ханума» А. А. Цагарели. Постановка Г. А. Товстоногова — князь Вано Пантиашвили[16]
- 1975 — «Три мешка сорной пшеницы» В. Ф. Тендрякова. Постановка Г. А. Товстоногова — Адриан Фомич
- 1976 — «Дачники» М. Горького. Постановка Г. А. Товстоногова — Шалимов
- 1978 — «Мещане» М. Горького. Постановка Г. А. Товстоногова — Тетерев
- 1978 — «Пиквикский клуб» Ч. Диккенса. Постановка Г. А. Товстоногова — Сэм Уэллер
- 1980 — «Волки и овцы» А. Н. Островского. Постановка Г. А. Товстоногова — Беркутов
- 1982 — «Амадеус» по пьесе П. Шеффера. Постановка Г. А. Товстоногова и Юрий Аксёнов — Сальери
- 1985 — «Последний пылкий влюблённый» Н. Саймона. Постановка Г. А. Товстоногова — Барни Кэшмен
- 1985 — «На всякого мудреца довольно простоты» А. Островского. Постановка Г. А. Товстоногова — Городулин
- 1987 — «На дне» М. Горького. Постановка Г. А. Товстоногова — Актёр
- 1993 — «Призраки» Э. де Филиппо. Постановка Т. Н. Чхеидзе — Паскуале

### Телеспектакли
1. 1952 — Разлом — поручик Владимир Полевой
2. 1953 — Враги — слесарь Алексей Греков
3. 1953 — Любовь Яровая — дирижёр танцев (нет в титрах)
4. 1953 — Слуга двух господ — Флориндо Аретузи
5. 1954 — Два брата
6. 1963 — Зима тревоги нашей — Ричард Уолдер
7. 1963 — Мститель — Пауль Ридель
8. 1963 — Очарованный странник — князь
9. 1963 — Рембрандт — Баннинг Кук
10. 1964 — Верю в тебя
11. 1965 — Братья Рико — Рико
12. 1965 — Верный робот; по Ст. Лему; режиссёр И. Рассомахин — Клемпнер
13. 1965 — Страх и отчаяние в Третьей империи — Фей, советник
14. 1965 — Обещание счастья — Башилов (новелла «Дождливый рассвет»), доктор (новелла «Белая радуга»)
15. 1966 — Театральные встречи БДТ в Москве — ведущий
16. 1966 — Хижина на Большой тропе
17. 1967 — Путешественники
18. 1967 — Четвёртый
19. 1968 — Ать-два… и в дамки! — Лепус Тимидус
20. 1968 — Мужество
21. 1968 — Перед бурей — Иван Коломийцев
22. 1968 — Последние дни[17] — Николай I
23. 1968 — Принц Наполеон — граф де Морни
24. 1969 — Кто он?
25. 1969 — Правду! Ничего, кроме правды! — сенатор Ли Обермен
26. 1969 — Смерть Вазир-Мухтара; по Ю. Н. Тынянову; режиссёры: Р. А. Сирота, В. Э. Рецептер — Чаадаев
27. 1970 — Двадцать седьмой неполный — Виктор Николаевич Карташов
28. 1971 — Карьера Артуро Уи — актёр
29. 1971 — Ограбление в полночь — грабитель
30. 1971 — Фиеста; по роману Э. Хемингуэя «И восходит солнце»; режиссёр С. Ю. Юрский — Майкл Кембл
31. 1972 — 31-й отдел — бывший сотрудник 31-го отдела
32. 1973 — Тоот, другие и майор — профессор Киприани
33. 1978 — Ограбление в полночь — грабитель
34. 1978 — Полковник Шабер — полковник Шабер
35. 1978 — Ханума — князь Вано Пантиашвили
36. 1980 — Выход из случая
37. 1981 — Дело Артамоновых — Илья Артамонов
38. 1982 — Монт-Ориоль — Вильям Андермат
39. 1986 — Равняется четырём Франциям
40. 1986 — БДТ тридцать лет спустя — Барни Кэшмен (сцена из спектакля «Этот пылкий влюблённый»)
41. 1989 — Последний пылкий влюблённый — Барни Кэшмен

### Фильмография
1. 1942 — Машенька — белофинский офицер (нет в титрах)
2. 1949 — Академик Иван Павлов — гимназист (нет в титрах)
3. 1957 — Балтийская слава — Антон Сергеевич Батурин
4. 1957 — Это случилось на Некрасовской (короткометражный) — художник Кистянский
5. 1957 — Рядом с нами — начальник цеха Михаил Алексеевич Зыбин
6. 1958 — Андрейка — офицер (нет в титрах)
7. 1958 — В дни Октября — адъютант Клепиков
8. 1958 — Кочубей — эпизод (нет в титрах)
9. 1959 — Достигаев и другие — Виктор Нестрашный
10. 1960 — Воскресение — граф Шенброк (нет в титрах)
11. 1961 — Балтийское небо — Громеко, военврач
12. 1961 — Василий Докучаев — Виталий Андреевич, секретарь министра
13. 1964 — Гранатовый браслет — Николай Николаевич Мирза-Булат-Тугановский
14. 1964 — Сон — Николай I
15. 1965 — Гибель эскадры — князь, лейтенант, Кнорис
16. 1965 — Как вас теперь называть? — генерал Бруно Готтбург, он же Альфонс Коррель
17. 1965 — Третья молодость (СССР, Франция) — Николай I
18. 1965—1967 — Война и мир — Наполеон I
19. 1966 — На диком бреге — директор института (нет в титрах)
20. 1967 — Весна на Одере — полковник Семён Семёнович Красиков
21. 1967 — Генерал Рахимов — бригадефюрер СС Фрике
22. 1967 — Зелёная карета — Николай I
23. 1967 — Майор Вихрь — Берг
24. 1967 — Софья Перовская — Александр II / следователь
25. 1968 — Наши знакомые — Капилицын
26. 1968 — Штрихи к портрету В. И. Ленина — доктор Граховский
27. 1968—1971 — Освобождение — генерал Антонов
28. 1969 — Адъютант его превосходительства — генерал Ковалевский
29. 1969 — Он был не один — капитан норвежского судна
30. 1969 — Старый знакомый — эпизод
31. 1969 — Чайковский — Николай Рубинштейн
32. 1970 — Конец атамана — атаман Дутов
33. 1970 — Крушение империи — Протопопов
34. 1970 — Мир хижинам — война дворцам — Владимир Винниченко
35. 1970—1971 — Корона Российской империи, или Снова неуловимые — пан Борислав Стешальский, он же Владимир Сухоруков, он же Феликс Ройтнер, он же князь Семён Пуховдульский, он же граф Степан Нарышкин
36. 1972 — Визит вежливости — префект Помпеи
37. 1972 — Меченый атом — Пётр Михайлович Брунов, генерал-полковник
38. 1972 — Приваловские миллионы — Александр Павлович Половодов
39. 1973 — Истоки — дипломат Матвей Крупнов
40. 1973 — Моя судьба — Геннадий Александрович Барабанов, отец Людмилы
41. 1973 — Открытая книга — Валентин Крамов
42. 1974 — Дорогой мальчик — Мак-Доннел, шеф гангстеров
43. 1974 — Повесть о человеческом сердце — Илья Капитонович, хирург, чиновник
44. 1974 — Соломенная шляпка — Антуан Петипьер Нонанкур, садовод, тесть Фадинара
45. 1974—1977 — Блокада — архитектор Фёдор Васильевич Валицкий
46. 1975 — Звезда пленительного счастья — граф Лаваль
47. 1976 — Всегда со мною… — Андрей Ильин
48. 1976 — Освобождение Праги — генерал Антонов
49. 1976 — Повесть о неизвестном актёре — Михаил Тверской
50. 1976 — Преступление — Каретников
51. 1976 — Театральные истории (короткометражный) — Трагик
52. 1977 — Женитьба — Яичница
53. 1977 — Смешные люди! — Пьер, чиновник-взяточник
54. 1977 — Фронт за линией фронта — генерал Антонов
55. 1978 — Лишние люди
56. 1978 — Отец Сергий — Николай I
57. 1978 — Прощальная мазурка — Александр II
58. 1979 — Поэма о крыльях — Туполев
59. 1980 — Благочестивая Марта — Дон Гомес
60. 1980 — Мой папа — идеалист — Сергей Юрьевич Петров
61. 1981 — Факты минувшего дня — Василий Максимович Сорогин
62. 1981 — Два голоса (новелла «Тёмные аллеи») — Николай Алексеевич, военный
63. 1981 — Фронт в тылу врага — генерал Антонов
64. 1981—1982 — Россия молодая — шхипер Уркварт
65. 1982 — Вот опять окно… (новелла «Сто роялей») — главная роль
66. 1982 — Монт-Ориоль (фильм-спектакль) — Вильям Андермат
67. 1982 — Остров сокровищ — сквайр Трелони
68. 1984 — Время желаний — Николай Николаевич, композитор
69. 1984 — Время отдыха с субботы до понедельника — Алексей
70. 1984 — Европейская история — доктор Хайден
71. 1984 — Идущий следом — Игорь Александрович
72. 1984 — Огни — банкир Популаки
73. 1984 — Перикола — Панательяс, начальник полиции
74. 1986 — Исключения без правил (киноальманах) (новелла «Голос») — невропатолог
75. 1986 — Лицом к лицу — князь Евгений Ростопчин
76. 1986 — Тайна Снежной королевы — Барон, Которого Нет
77. 1987 — Гардемарины, вперёд! — Лесток
78. 1987 — Загон (СССР, Сирия) — генерал Джордж Белл
79. 1991 — Дело Сухово-Кобылина — Арсений Андреевич, генерал-губернатор
80. 1991 — Чокнутые — генерал-рогоносец
81. 1992 — Тартюф — Оргон
82. 1993 — Владимир Святой — Владимир Святославич
83. 1993 — Провинциальный бенефис — трагик

#### Озвучивание
- 1970 — «Ференц Лист. Грёзы любви» — император Николай I (роль С. И. Иванова)

#### Участие в фильмах
- 1972 — «Прежде всего — театр» (документальный, реж. Л. Цуцульковский)
- 1988 — «Жить, думать, чувствовать, любить…» (документальный, реж. Е. Макаров)

## Память
- В 1997 году в Санкт-Петербурге на доме, где жил актёр (улица Бассейная, 47), была установлена мемориальная доска (архитектор Т. П. Садовский) с текстом: «Выдающийся артист Владислав Игнатьевич Стржельчик жил в этом доме с 1971 по 1990 год»[18].
- В память об актёре в 1998 году в Санкт-Петербурге была учреждена Санкт-Петербургская независимая актёрская премия имени Владислава Стржельчика, церемония вручения которой проходит каждый год 31 января[5].